# Franz von Zwerger

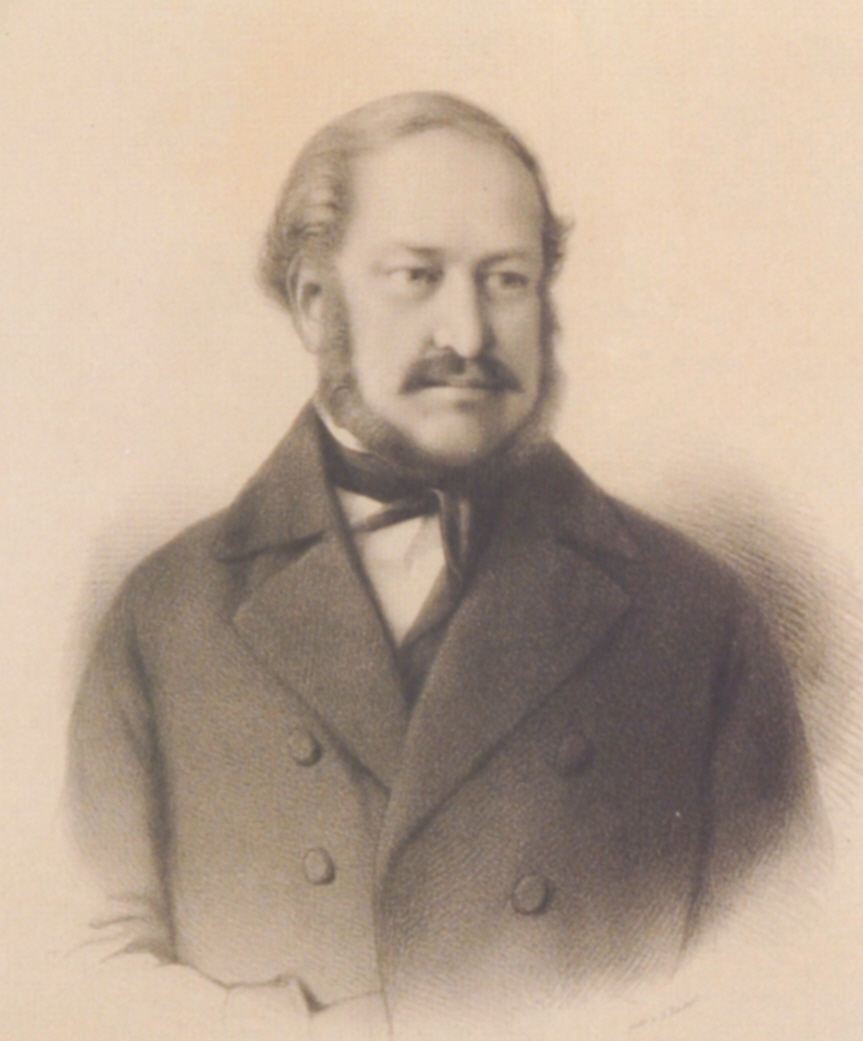
Franz von Zwerger

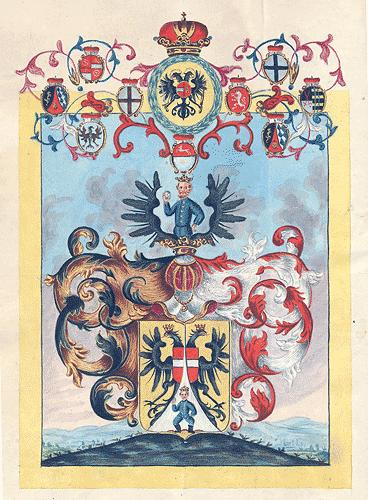
Familienwappen Zwerger (Abschrift des Adelsdiploms von 1737)

Franz Seraphim Benedikt Constanz Johann Nepomuk von und zu Zwerger (* 10. Dezember 1792 in Waldkirch; † 18. Juni 1856 in Ravensburg) war ein deutscher Politiker (Zentrum). Er war von 1821 bis 1856 Stadtschultheiß von Ravensburg und von 1831 bis 1844 Abgeordneter im Württembergischen Landtag.

## Familie
Franz von Zwerger wurde im damals vorderösterreichischen Waldkirch im Breisgau als zweitältestes von fünf Kindern geboren. Sein Vater Dr. iur. Johann Anton von Zwerger (auch Zwergern; 1744–1813) war kaiserlich-königlicher Schultheiß und späterer Oberamtmann. Seine Mutter Maria Alexia war die Tochter des Schwyzer Landammanns Franz Michael Xaver Reichmuth.
Nach der Pensionierung des Vaters zog die Familie 1811 aus Tettnang nach Ravensburg.

## Leben
Franz von Zwerger studierte an der Universität Tübingen und trat in den Staatsdienst ein. Er war Praktikant beim Oberamt Ravensburg und legte am 15. und 16. Dezember 1817 beim württembergischen Innenministerium das Dienstexamen ab. Als Jurist mit Verwaltungserfahrung war er in Ravensburg viel gefragt und wurde 1820 Verweser des Stadtschultheißenamtes. Am 2. März 1820 wurde er zudem als Stadtrat in den Bau- und Feuerausschuss gewählt. 1820 gewann er die Wahl zum Ravensburger Stadtschultheiß (Oberbürgermeister). Die lange Amtszeit des vielseitigen und liberalen Katholiken war geprägt von zahlreichen Reformen in Verwaltung, Handel und Gewerbe.
Von 1831 bis 1844 vertrat er das Oberamt Ravensburg und 1848/49 das Oberamt Neckarsulm im Württembergischen Landtag in Stuttgart.
Zusammen mit dem Fabrikanten Deffner betrieb er zudem die größte Baumwollspinnerei Zwerger, Deffner & Weiss in Ravensburg.